# شه‌سوار
شه‌سوار فیلم ایرانی به کارگردانی و نویسندگی حسین نمازی محصول سال ۱۴۰۲ است. این فیلم در بخش سودای سیمرغ چهل و دومین دوره جشنواره فجر حضور داشت.

## داستان فیلم
به دنبال درگذشت عموی خانواده در جریان برگذاری عروسی که چندبار بهم خورده است، خانواده او قصد پنهان کردن این خبر را دارند.

## بازیگران
| بازیگر           | نقش          |
| ---------------- | ------------ |
| مهرداد صدیقیان   | شیرزاد       |
| الناز حبیبی      | گلزار        |
| هادی کاظمی       | خدمت         |
| گیتی قاسمی       | مادر شیرزاد  |
| عباس جمشیدی‌فر    | طالب         |
| عزت‌الله رمضانی‌فر | عموی خانواده |
| سعید عطایان      |              |
| حافظ نبی‌زاده     |              |
| ایمان برات‌پور    |              |

## جوایز و نامزدها
- نامزد بهترین بازیگر نقش مکمل زن برای ناهید استواری از چهل و دومین جشنواره بین‌المللی فیلم فجر